# Opportunisten
"Opportunisten" är en sång av Ola Magnell från 1989. Den finns med på hans nionde studioalbum Neurotikas motell (1989) och utgavs även som singel samma år.
Låten har senare inkluderats på samlingsalbumet Sittande fåglar (1995).

## Låtlista
1. "Opportunisten"
2. "Teddybjörnen" (Cornelis Vreeswijk)

### Fotnoter
1. 1 2  ”Ola Magnell”. Svensk mediedatabas. http://smdb.kb.se/catalog/search?q=ola+magnell&sort=OLDEST. Läst 25 januari 2013.